# Gabriel Połącarz
Gabriel Połącarz (ur. 24 lipca 1986 w Oświęcimiu) – polski hokeista.

## Kariera klubowa
- Unia Oświęcim (2004–2005)
- Legia Warszawa (2005–2010, 2012–2013)

Zawodnikiem Legii Warszawa był w latach 2005–2010 oraz od 2012 do 2013, po czym zakończył karierę. W mięczyczasie był sędzią hokejowym.